# 中国国家湿地公园创先联盟
中国国家湿地公园创先联盟，成立于2017年5月25日，是国家湿地公园自愿组成的业务交流平台以及协同合作组织，受中国湿地保护协会的协调及指导。
常设秘书处：广州海珠国家湿地公园

## 发起会员
- 广州海珠国家湿地公园
- 杭州西溪国家湿地公园
- 四川邛海国家湿地公园
- 黑龙江富锦国家湿地公园
- 北京野鸭湖国家湿地公园
- 河北北戴河国家湿地公园
- 贵州贵阳阿哈湖国家湿地公园
- 江苏沙家浜国家湿地公园
- 重庆汉丰湖国家湿地公园

## 历届年会
| 年份   | 承办公园               | 承办地点 |
| ------ | ---------------------- | -------- |
| 2017年 | 广州海珠国家湿地公园   | 广州     |
| 2018年 | 杭州西溪国家湿地公园   | 杭州     |
| 2019年 | 四川邛海国家湿地公园   | 西昌     |
| 2020年 | 河北北戴河国家湿地公园 | 秦皇岛   |